# 쿵쉬안유
쿵쉬안유(중국어 간체자: 孔铉佑, 정체자: 孔鉉佑, 1959년 7월 ~ )는 중화인민공화국의 외교관이자 현임 주일본 중국 대사관이다.

## 생애
특이하게도 헤이룽장성 태생의 조선족 출신이며, 한국어로는 공현우이다. 주로 아시아 지역국에서 근무하였으며, 오카사 총영사관에서 근무를 첫 해외 공관 임무로 수행하였다. 당시 추이톈카이와 왕이와 함께 근무하며 친분을 쌓았다.

## 수상

### 외국 훈장
- 베트남 우정훈장(영어판) (베트남, 2014년 4월 11일부로 하노이에서 수여함)
- 국부진납훈장 (파키스탄, 2019년 5월 13일부로 베이징에서 수여함)

## 경력
- 주일 오사카 총영사관 서기관
- 주베트남 중국 대사
- 중국 외교부 아시아국 국장
- 외교부 부부장 겸 한반도 사무 특별대표 (2017~2019)
- 주일 중국 대사 (2019~2023)